# Târșolț
Târșolț (Tartolc en hongrois, Tarshholz en allemand) est une commune roumaine du județ de Satu Mare, dans la région historique de Transylvanie et dans la région de développement du Nord-ouest.

## Géographie
La commune de Târșolț est située dans le nord du județ, dans les Monts Oaș, le long de la rivière Lechincioara, à 13 km au nord-ouest de Negrești-Oaș et à 56 km au nord-est de Satu Mare, le chef-lieu du județ. La commune fait partie de la micro-région du pays Oaș, créée en 2006 autour de la ville de Negrești-Oaș.
La municipalité est composée des deux villages suivants (population en 2002) :
- Aliceni (416) ;
- Târșolț (2 618), siège de la commune.

## Histoire
La première mention écrite du village de Târșolț date de 1482 sous le nom latin de Terrasallutius comme appartenant à la famille Móric. Le village aurait été alors peuplé de Roumains et de Ruthènes. Le village d'Aliceni était appelé autrefois Târșolțel.
La commune, qui appartenait au royaume de Hongrie, faisait partie de la principauté de Transylvanie et elle en a donc suivi l'histoire.
Après le compromis de 1867 entre Autrichiens et Hongrois de l'empire d'Autriche, la principauté de Transylvanie disparaît et, en 1876, le royaume de Hongrie est partagé en comitats. Târșolț intègre le comitat de Szatmár (Szatmár vármegye).
À la fin de la Première Guerre mondiale, l'Empire austro-hongrois disparaît et la commune rejoint la Grande Roumanie au traité de Trianon.
En 1940, à la suite du deuxième arbitrage de Vienne, elle est annexée par la Hongrie jusqu'en 1944, période durant laquelle sa communauté juive est exterminée par les nazis. Elle réintègre la Roumanie après la Seconde Guerre mondiale au traité de Paris en 1947.
En 1978, au lieu-dit Padurea Fodorenului, lors de fouilles archéologiques a été découvert un trésor datant de l'âge du bronze et comportant des bracelets, des lames, des haches. On découvrit également un trésor composé de 148 pièces d'argent en 1973.

## Politique
| Parti | Parti                                      | Sièges |
| ----- | ------------------------------------------ | ------ |
|       | Parti national libéral (PNL)               | 6      |
|       | Alliance des libéraux et démocrates (ALDE) | 2      |
|       | Parti Mouvement populaire (PMP)            | 2      |
|       | Parti social-démocrate (PSD)               | 1      |
|       | Parti national paysan Maniu Mihalache      | 1      |
|       | Indépendant                                | 1      |

## Démographie
En 1910, à l'époque austro-hongroise, la commune comptait 1 676 Roumains (90,64 %), 150 Allemands (8,11 %) et 17 Hongrois (0,92 %).
En 1930, on dénombrait 1 761 Roumains (92,98 %), 123 Juifs (6,49 %) et 10 Roms (0,53 %).
En 1956, après la Seconde Guerre mondiale, 2 456 Roumains (99,96 %) habitaient la commune.
En 2002, la commune comptait 3 034 Roumains soit la totalité de la population. On comptait à cette date 960 ménages.
| 1880  | 1890  | 1900  | 1910  | 1920  | 1930  | 1941  | 1956  | 1966  |
| ----- | ----- | ----- | ----- | ----- | ----- | ----- | ----- | ----- |
| 1 410 | 1 566 | 1 677 | 1 849 | 1 679 | 1 894 | 2 115 | 2 457 | 2 783 |

| 1977  | 1992  | 2002  | 2011  | - | - | - | - | - |
| ----- | ----- | ----- | ----- | - | - | - | - | - |
| 2 900 | 3 204 | 3 034 | 3 059 | - | - | - | - | - |

### Religions
En 2002, la composition religieuse de la commune était la suivante :
- Grecs-Catholiques, 62,22 % ;
- Chrétiens orthodoxes, 35,99 % ;
- Pentecôtistes, 0,59 %.

## Économie
L'économie de la commune repose sur l'agriculture, l'élevage et la sylviculture. La commune dispose de 2 197 ha de terres agricoles réparties comme suit :
- terres arables, 440 ha ;
- pâturages, 439 ha ;
- prairies, 849 ha ;
- vignes, 25 ha ;
- vergers, 255 ha ;
- forêts, 694 ha.

## Communications

### Routes
La route régionale DJ109K permet de rejoindre Negrești-Oaș ainsi que Satu Mare.

## Lieux et monuments
- Târșolț, église grecque-catholique St Dimitri datant de 1904. Elle a été rendue à l'Église grecque-catholique roumaine en 1998[9].
- Târșolț, église orthodoxe datant de 1736[10].